# Простые белки
Просты́е белки́ — белки, которые построены из остатков α-аминокислот и при гидролизе распадаются только на аминокислоты.
Простые белки по растворимости в воде и солевых растворах условно подразделяются на несколько групп: протамины, гистоны, альбумины, глобулины, проламины, глютелины.
До 80-х годов XX века в научной литературе на русском языке простые белки часто обозначались термином «протеины». Простые белки по растворимости и пространственному строению разделяют на глобулярные и фибриллярные. Глобулярные белки отличаются шарообразной формой молекулы (эллипсоид вращения), растворимы в воде и в разбавленных солевых растворах. Хорошая растворимость объясняется локализацией на поверхности глобулы заряженных аминокислотных остатков, окруженных гидратной оболочкой, что обеспечивает хороший контакт с растворителем. К этой группе относятся все ферменты и большинство других биологически активных белков, исключая структурные.
Среди глобулярных белков можно выделить:
1. альбумины— растворимы в воде в широком интервале рН (от 4 до 8,5), осаждаются 70-100%-ным раствором сульфата аммония;
2. полифункциональные глобулины с большей молекулярной массой, труднее растворимы в воде, растворимы в солевых растворах, часто содержат углеводную часть;
3. гистоны— низкомолекулярные белки с высоким содержанием в молекуле остатков аргинина и лизина, что обусловливает их основные свойства;
4. протамины отличаются еще более высоким содержанием аргинина (до 85 %), как и гистоны, образуют устойчивые ассоциаты с нуклеиновыми кислотами, выступают как регуляторные и репрессорные белки — составная часть нуклеопротеинов;
5. проламины характеризуются высоким содержанием глутаминовой кислоты (30-45 %) и пролина (до 15 %), нерастворимы в воде, растворяются в 50-90 % этаноле;
6. глутелины содержат около 45 % глутаминовой кислоты, как и проламины, чаще содержатся в белках злаков.

Фибриллярные белки характеризуются волокнистой структурой, практически нерастворимы в воде и солевых растворах. Полипептидные цепи в молекулах расположены параллельно одна другой. Участвуют в образовании структурных элементов соединительной ткани (коллагены, кератины, эластины).